# Liste von Leuchttürmen in Namibia
Dieses ist die Liste von Leuchttürmen in Namibia. Die Leuchttürme (englisch lighthouses) werden von der Namibian Ports Authority betrieben, ebenso wie andere Navigationshilfen der Schifffahrt (englisch navigational aids).

## Leuchttürme
| Name                          | Lage, Region                 | Wasserlage    | Position                         | Baujahr        | Betriebszeit | Turmhöhe | Feuerhöhe | Tragweite | Bild |
| ----------------------------- | ---------------------------- | ------------- | -------------------------------- | -------------- | ------------ | -------- | --------- | --------- | ---- |
| Leuchtfeuer Diaz-Spitze       | Diaz Point, ǁKharasKlicklaut | Lüderitzbucht | 26° 38′ 8,6″ S, 15° 5′ 31,5″ O   | 1903           | 1903–1910    | 4 m      |           | 22 sm     |      |
| Leuchtturm Diaz-Spitze        | Diaz Point, ǁKharas          | Lüderitzbucht | 26° 38′ 8,6″ S, 15° 5′ 31,5″ O   | 1910           | seit 1910    | 35 m     | 52 m      | 22 sm     |      |
| Leuchtturm Pelican Point      | Pelican Point, Erongo        | Walfischbucht | 22° 53′ 30,8″ S, 14° 26′ 7,5″ O  | 1898/1915/1938 | seit 1898    | 34 m     | 34 m      | 26 sm     |      |
| Leuchtturm Shark Island       | Shark Island, ǁKharas        | Lüderitz      | 26° 38′ 8,6″ S, 15° 9′ 9″ O      | 1903           | 1903–1910    | 12 m     | 31 m      |           |      |
| Neuer Leuchtturm Shark Island | Shark Island, ǁKharas        | Lüderitz      | 26° 38′ 7,6″ S, 15° 9′ 9,2″ O    | ?              | seit ?       | 15 m     | 34 m      | 8 sm      |      |
| Leuchtturm Swakopmund         | Erongo                       | Swakopmund    | 22° 40′ 33,8″ S, 14° 31′ 26,5″ O | 1902/1910      | seit 1902    | 28 m     | 34 m      | 16 sm     |      |